# Abacarus
Abacarus, rod fitofagnih grinja iz reda Prostigmata, porodica Eriophyidae. Žive kao paraziti na biljkama. Prva opisana (tipična) vrsta je A. hystrix (Nalepa, 1896) koja prenosi virus mozaika raži.
- Abacarus acutatus Sukhareva, 1985
- Abacarus afer Keifer, 1962
- Abacarus andrachni Livshits, Mitrofanov & Sharonov, 1983
- Abacarus asiaticae Mohanasundaram, 1981
- Abacarus caucasicus Sukhareva, 1986
- Abacarus compactus Sukhareva, 1977
- Abacarus cynodonis Abou-Awad & Nasr, 1983
- Abacarus delhiensis Channabasavanna, 1966
- Abacarus digitariae Keifer, 1977
- Abacarus doctus Navia et al., 2011
- Abacarus ellipticae Huang, 2001
- Abacarus hystrix (Nalepa, 1896). Novi Zeland
- Abacarus kalmiae Keifer, 1964
- Abacarus lolii Skoracka, 2009
- Abacarus longilobus Skoracka, 2002
- Abacarus orientalis Sukhareva, 1985
- Abacarus oryzae Keifer, 1963
- Abacarus pliszki Shi & Boczek, 2000
- Abacarus rechingeri (Nalepa, 1909)
- Abacarus sacchari Channabasavanna, 1966
- Abacarus stadelbacheri Petanovic, 1993
- Abacarus tucholensis Skoracka, 2001